# Tetsuya Enomoto
Tetsuya Enomoto (榎本 哲也 Enomoto Tetsuya)?, Kawasaki, Kanagawa, 2 de mayo de 1983) es un exfutbolista japonés que se desempeñaba como portero y cuyo último equipo fue el Kataller Toyama de la J3 League de Japón.
Actualmente se desempeña como entrenador de porteros en el Yokohama F. Marinos de la J1 League.

## Episodio conTatsuya Enomoto
Durante la época que jugó en el Yokohama F. Marinos, Tetsuya Enomoto y su compañero de equipo Tatsuya Enomoto se desempeñaron como guardametas del equipo, si bien tienen nombres similares no guardan ninguna relación o parentesco. Sin embargo, hubo muchos fanes que los malinterpretaron como hermanos en ese momento, e incluso cuando se unieron a Vissel Kobe, los fanes les preguntaron acerca de la confrontación entre los hermanos. En ese momento, Tatsuya Enomoto dio a entender que él y Tetsuya no eran hermanos.

## Clubes
| Club                | País  | Año       |
| ------------------- | ----- | --------- |
| Yokohama F. Marinos | Japón | 2002-2016 |
| Urawa Red Diamonds  | Japón | 2017-2018 |
| Kataller Toyama     | Japón | 2019-2020 |

## Palmarés

### Campeonatos nacionales
| Título             | Club                | País  | Año  |
| ------------------ | ------------------- | ----- | ---- |
| J1 League          | Yokohama F. Marinos | Japón | 2003 |
| J1 League          | Yokohama F. Marinos | Japón | 2004 |
| Copa del Emperador | Yokohama F. Marinos | Japón | 2013 |